# Yankuba Ceesay
Yankuba Ceesay, född 26 juni 1984 i Gambia, är en gambiansk fotbollsspelare och landslagsspelare för Gambias landslag.

## Karriär
Efter att under säsongen 2007 ha spelat i peruanska klubben Alianza Atletico Sullana valde Ceesay att byta klubb. I januari 2008 provspelade han för Wallsall. I mars 2008 provspelade han för Djurgårdens IF, men utan att få kontrakt. I slutet av mars 2008 skrev han på för två år med Degerfors IF.

## Meriter
- Uttagen till A-landskamper för Gambias landslag

## Spelarstatistik: seriematcher och mål
- 2007–2007: 31 / 3
- 2008–2008: 16 / 0
- 2009:–